# Fårhultsmasten

Fårhultsmasten mellan Fårhult och Gladhammar utanför Västervik är 335 meter hög och en av Sveriges högsta TV-master.
Masten delar förstaplatsen som Sveriges högsta byggnadsverk med tre andra lika höga master:
- Jupukkamasten i Pajala kommun
- Storbergsmasten i Hudiksvalls kommun
- Gungvalamasten i Karlshamns kommun

## Bilder

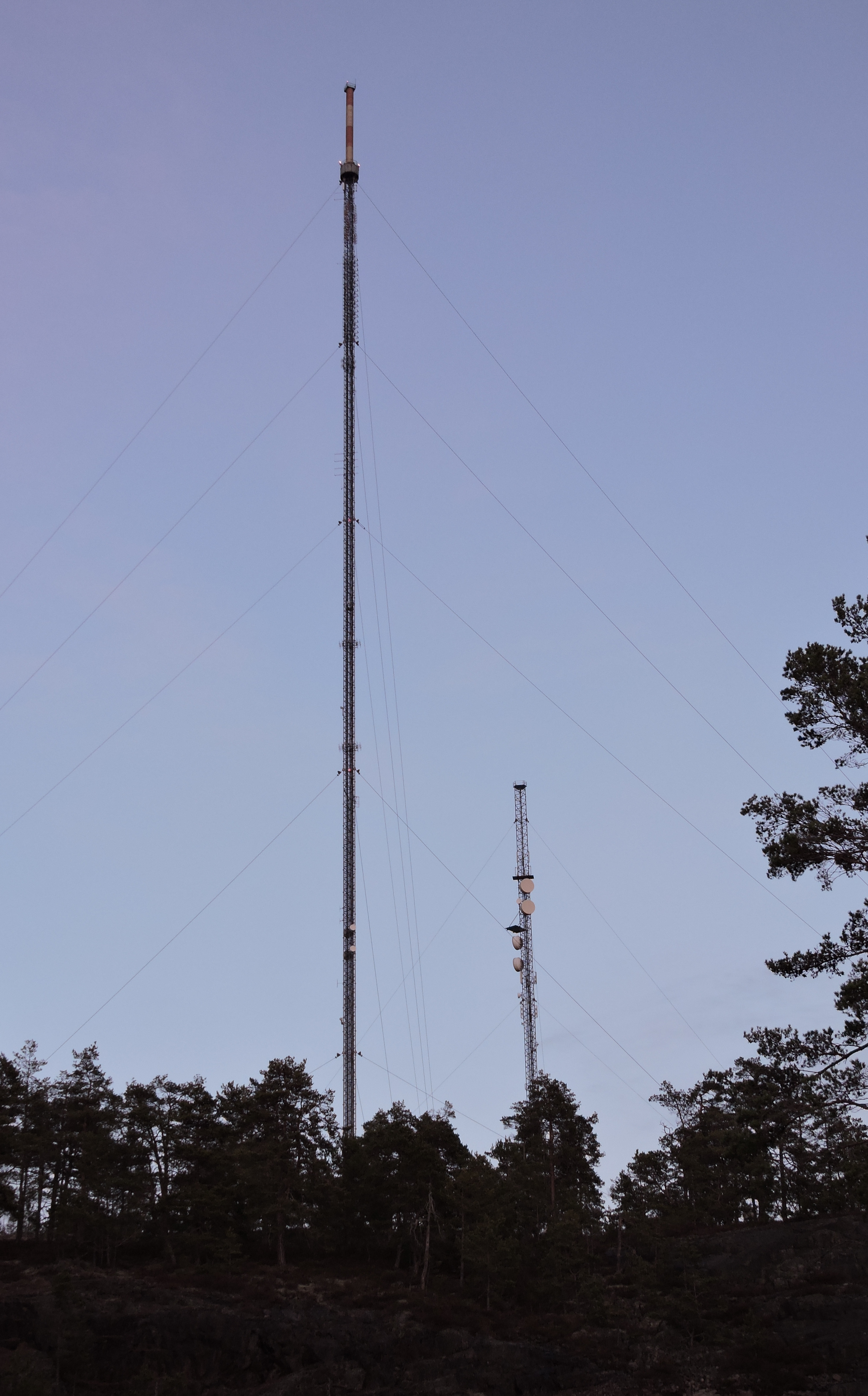
335 meter
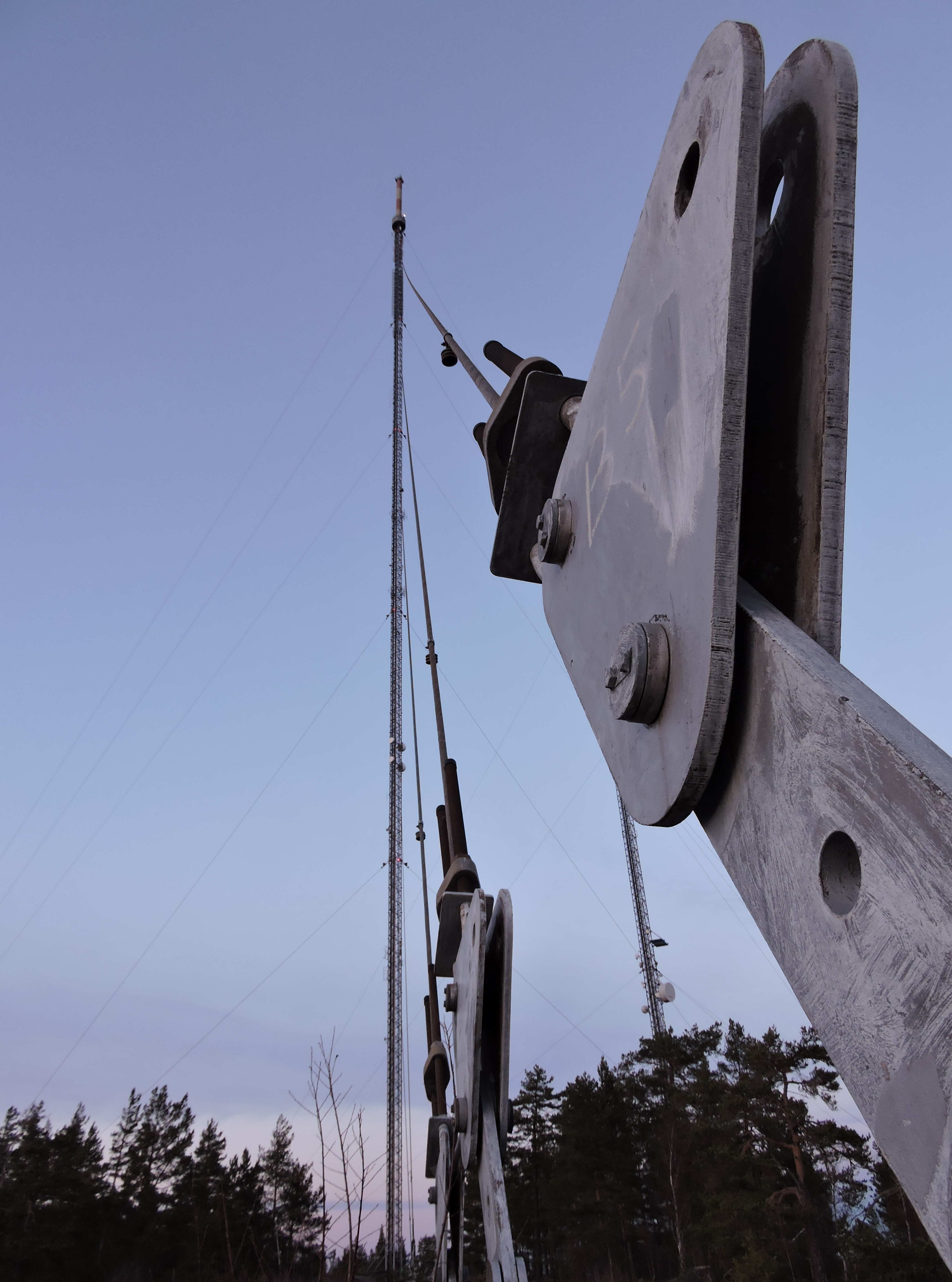
Staglinefäste
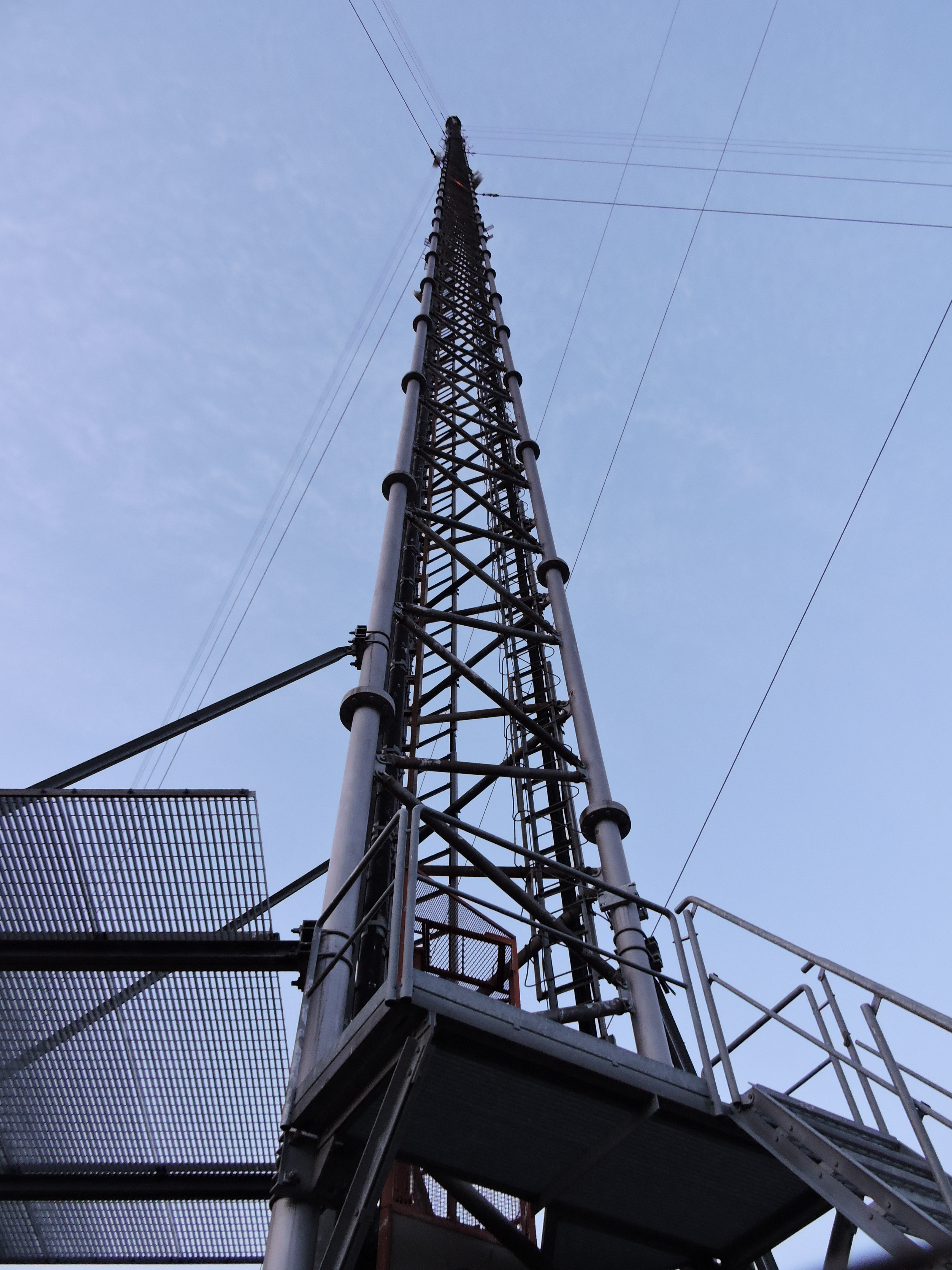
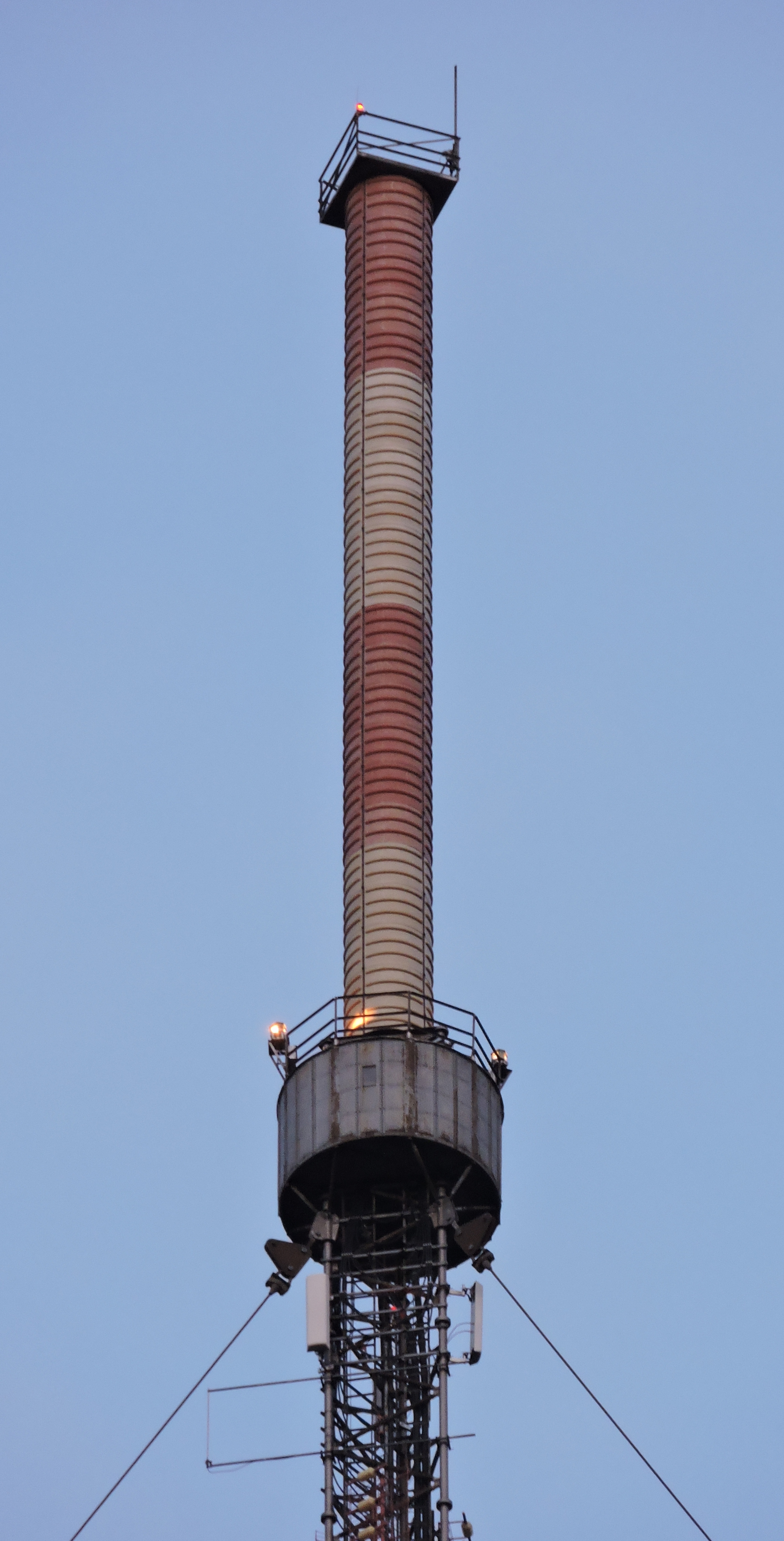
Masttopp